# Niezwykłe przygody kapitana Antifera
Niezwykłe przygody kapitana Antifera (inne wersje tytułu polskiego przekładu: Nadzwyczajne przygody pana Antifera lub Zadziwiające przygody kapitana Antifera) (fr. Mirifiques Aventures de Maître Antifer) – dwutomowa powieść Juliusza Verne’a z cyklu Niezwykłe podróże wydana w 1894 roku. 
Obie części zawierają po 16 rozdziałów. Polski przekład w odcinkach (pod tytułem Nadzwyczajne przygody pana Antifera, przetłumaczyła Bronisława Wierusz-Kowalska) zaczął pojawiać się w 1894 w tygodniku Przyjaciel Dzieci, natomiast na wydanie książkowe przyszło czekać polskiemu czytelnikowi do 2003.

## Zarys fabuły
Powieść opowiada o poszukiwaniu skarbów,  podczas którego informacje o miejscu skarbu się zmieniają. Pewien Bretończyk otrzymuje informację o skarbie zostawionym przez bogatego Turka na małej wysepce na Morzu Czerwonym. Po dotarciu tam, okazuje się, że skarb został przeniesiony w inne miejsce, itd. Po drodze dołącza coraz więcej ludzi, różnych narodowości i pochodzenia. Ta grupa wędruje z Tunezji do Zatoki Perskiej, Zatoki Gwinejskiej, potem do Edynburga, Spitzbergenu i w końcu nad Morze Śródziemne u wybrzeży Sycylii na wyspę. Jednak w podanym położeniu nie ma wyspy. Okazuje się, że była to wulkaniczna wysepka, którą zanurzyła się ze skarbami pod wodę. Autor wykorzystuje tutaj historię wysepki Ferdinandea.